# エレベーターアクション
『エレベーターアクション』は、タイトーから1983年に業務用として発売されたアクションゲーム。この項目ではシリーズ作品全般についても合わせて記述する。

## ゲーム内容

### システム
プレイヤーはスパイに扮し、敵地に潜入して機密文書を奪取し、脱出することが目的である。
- 屋上から潜入し、赤いドアの部屋に入って機密文書を入手、全ての赤いドアに入って最下階(B1F)まで行けばクリアとなる。
- 機密文書を1枚でも取り忘れるとB1に降りた瞬間に取り忘れたドア前まで強制的に移動する。2枚以上取り忘れているとその中の最上階に戻される。
- レバーと2ボタン（拳銃、ジャンプ）で操作。下に入力するとしゃがんで銃弾を回避できる。赤いドアの前で上入力でドアに入る（一部機種ではドア前のマットに上に立ち、ドアの方向を向くだけで入るものもある）。
- 「エレベーターアクション」の名の通り、階を移動するには基本的にエレベーターを使用する。一部のフロアではエスカレーターも使える。誰も乗っていなければエレベーターは自動的に昇降し、プレイヤーが乗っている場合は任意で昇降できる（ただし、ステージ開始から一定時間のみ）。扉は事実上存在しない（開きっぱなし）。
- 赤ではない通常のドアからは敵キャラクターが出現。ステージが進むにつれ攻撃は素早くなり、しゃがみ撃ちや伏せ撃ち、さらにはマシンガンの乱射も行なってくる。
- プレイヤーは拳銃で敵を攻撃して倒すことができる。拳銃は横にのみ撃つことができ、無限に使える。他にもジャンプによる飛び蹴り、電灯を敵の頭に落とす、ドラム缶で轢く（一部の機種のみ）、エレベーターで上下から圧し潰すといった方法で敵を倒すことが出来る。
- 電灯を落とすとマップ全体の明かりが消え、一部の機種では敵はプレイヤーが見えなくなる（攻撃しなくなる）。
- エレベーターのワイヤロープを横切ることはできない。エレベーターの籠が自分より上にある場合のみジャンプでシャフト（昇降路）を通過することができる（携帯版など一部の移植版ではロープがないものもあり、これらは籠の位置に関係なくジャンプで通過できる）。
- 残機が無くなるとゲームオーバー。

### スコア
- 銃で倒す - 100（150）点
- キックで倒す - 150（200）点
- エレベーターで圧縮して倒す - 300（300）点。ただし敵が自爆した場合は点数が入らない。
- ランプを敵の頭上に落とす - 300点
- B1階の駐車場に到達してビルから脱出する - 1000点×ステージ数

合計スコアが10000点以上になると、残り人数が一人増える（2つ目以降のステージで10000点になっても同様。ちなみに最初の残り人数は2人）。ただし、20000点になっても残り人数は増えない（よって、一番多い残り人数は3人である）。
（）内の数字はランプを落とし、停電状態になっている時のスコア（一部のフロアは最初から停電状態）。
なおランプ攻撃は停電時は不可能である。
また、プレイヤー同様に敵もエレベーター内のシャフトに転落することがあるが、このときは得点にならない（これはエレベーターアクションリターンズでも同様で、HPに関係なく即死）。

### ミス
プレイヤーが以下の状態に陥るとミスになり、残り人数が1人減る。
- 敵の銃弾に当たる
- エレベーターとフロアの天井、または床に挟まれる
- エレベーターシャフト（昇降路）内に転落する（GB版は1フロア分ならジャンプで飛び込んでも死なない。リターンズはダメージ点滅中の無敵状態なら画面外まで落ちなければ何フロア落ちてもミスにならない）

### 難易度
アーケード版の第一作目も、難易度がかなり高い。次のような特徴がある。
4面で背景が1周するが難易度は上がっていく。クリアボーナスは面ごとに、1000点、2000点、3000点…となり、最高9000点まで増える。
また、一定時間が過ぎてもクリアできない場合、突然BGMが変わり、敵の動き、出現数が最高難度の状態になり、赤いドアからも敵が出現するようになる。自分の動きは遅いままであるため、ビルの地下から脱出にこぎつけるのが困難になってしまう。また、エレベーターの操作性が悪くなり、各階移動途中のエレベーターの操作はできなくなる。
この状態になると面クリアしない限り、ミスをして次のプレーヤーが出てきても状態が解除されないため全滅してしまう危険がある。BGMが変わる前に素早く書類をすべて盗んで、速やかに脱出する必要がある。

## 移植版
| No. | タイトル                                                          | 発売日                         | 対応機種                                     | 開発元                                    | 発売元                          | メディア                                   | 型式                          | 売上本数 | 備考                                                                                  |
| --- | ----------------------------------------------------------------- | ------------------------------ | -------------------------------------------- | ----------------------------------------- | ------------------------------- | ------------------------------------------ | ----------------------------- | -------- | ------------------------------------------------------------------------------------- |
| 1   | エレベーターアクション                                            | 1985年6月28日 1987年8月        | ファミリーコンピュータ                       | マイクロニクス                            | タイトー                        | ロムカセット                               | 04 TF-4900 NES-EA-USA         | -        | -                                                                                     |
| 2   | エレベーターアクション                                            | 1985年                         | MSX                                          | タイトー                                  | ニデコム                        | ロムカセット                               | MSX-7                         | -        | -                                                                                     |
| 3   | エレベーターアクション                                            | 1985年                         | SG-1000                                      | タイトー セガ                             | セガ                            | ロムカセット                               | C-55                          | -        | -                                                                                     |
| 4   | エレベーターアクション                                            | 1986年                         | FM-7 PC-8801 X1                              | タイトー                                  | ニデコム                        | フロッピーディスク                         | -                             | -        | -                                                                                     |
| 5   | Elevator Action                                                   | 1987年                         | Amstrad CPC コモドール64 ZX Spectrum         | Quicksilva                                | Quicksilva                      | フロッピーディスク                         | QSS 142                       | -        | アメリカ合衆国ではコモドール64版のみ発売                                              |
| 6   | エレベーターアクション                                            | 1991年8月9日 1991年12月 1991年 | ゲームボーイ                                 | タイトー                                  | タイトー                        | 512キロビットロムカセット                  | DMG-EAA DMG-EA-USA DMG-EA-NOE | -        | -                                                                                     |
| 7   | エレベーターアクション リターンズ                                 | 1997年2月14日                  | セガサターン                                 | ビング                                    | ビング                          | CD-ROM                                     | T-19903G                      | -        | 『エレベーターアクション リターンズ』とのカップリング                                 |
| 8   | タイトーバラエティーパック                                        | 1997年2月28日                  | ゲームボーイ                                 | タイトー                                  | タイトー                        | ロムカセット                               | DMG-AVPJ-JPN                  | -        | ゲームボーイ版と同一、他3作品収録                                                     |
| 9   | スーパー1500シリーズ エレベーターアクション                       | 2000年1月15日                  | Windows                                      | タイトー                                  | メディアカイト                  | CD-ROM                                     | MKW-060                       | -        | アーケード版の移植                                                                    |
| 10  | エレベーターアクションEX                                          | 2000年9月29日 2000年           | ゲームボーイカラー                           | アルトロン                                | アルトロン TDK                  | ロムカセット                               | CGB-BEXJ-JPN CGB-BEXP-EUR     | -        | ゲームボーイ版のリメイク                                                              |
| 11  | エレベーターアクション                                            | 2002年6月17日                  | iアプリ                                      | タイトー                                  | タイトー                        | ダウンロード （G@meパーク）                | -                             | -        | -                                                                                     |
| 12  | エレベーターアクション OLD&NEW                                    | 2002年12月20日                 | ゲームボーイアドバンス                       | メディアカイト                            | メディアカイト                  | CD-ROM                                     | T-19903G                      | -        | -                                                                                     |
| 13  | エレベーターアクション                                            | 2004年4月15日                  | BREW携帯 （EZアプリ）                        | タイトー                                  | タイトー                        | ダウンロード （タイトーゲームエキスポ）    | -                             | -        | -                                                                                     |
| 14  | タイトーメモリーズ 下巻                                           | 2005年8月25日                  | PlayStation 2                                | タイトー                                  | タイトー                        | DVD-ROM                                    | SLPM-66092                    | -        | アーケード版の移植                                                                    |
| 15  | Taito Legends                                                     | 2005年10月14日 2005年10月25日  | PlayStation 2 Xbox Windows                   | タイトー Empire Interactive Atomic Planet | Empire Interactive セガ         | DVD-ROM                                    | PS2: SLES-53438 SLUS-21122    | -        | アーケード版の移植                                                                    |
| 16  | タイトーメモリーズポケット                                        | 2006年1月5日                   | PlayStation Portable                         | タイトー                                  | タイトー                        | UMD                                        | ULJM-05076                    | -        | アーケード版の移植                                                                    |
| 17  | エレベーターアクション                                            | 2006年5月18日                  | Windows （i-revo）                           | タイトー                                  | アイレボ                        | ダウンロード                               | -                             | -        | ファミリーコンピュータ版の移植 現在はサービス終了に伴い配信終了                       |
| 18  | エレベータアクション&ビクトリアスナイン／ タイトー88コレクション2 | 2006年11月10日                 | Windows （PROJECT EGG）                      | タイトー                                  | タイトー                        | ダウンロード                               | -                             | -        | PC88版の移植でビクトリアスナインとのカップリング配信 現在はメーカー離脱に伴い配信終了 |
| 19  | Taito Legends Power-Up                                            | 2006年10月6日 2007年5月17日    | PlayStation Potable                          | Empire Oxford                             | Xplosiv Destineer Games         | UMD                                        | ULES-00473 ULUS-10208         | -        | アーケード版の移植                                                                    |
| 20  | エレベーターアクション                                            | 2007年3月5日 2007年4月3日      | Wii （バーチャルコンソール）                 | タイトー                                  | タイトー→スクウェア・エニックス | ダウンロード                               | FAWE FAWJ                     | -        | ファミリーコンピュータ版の移植                                                        |
| 21  | エレベータアクション＆ジャイロダイン／ タイトーMSXコレクション1   | 2007年3月9日                   | Windows （PROJECT EGG）                      | タイトー                                  | タイトー                        | ダウンロード                               | -                             | -        | MSX版の移植でジャイロダインとのカップリング配信 現在はメーカー離脱に伴い配信終了      |
| 22  | エレベーターアクションデラックス                                  | 2011年8月31日                  | PlayStation 3 PlayStation Portable （PSN）   | タイトー                                  | スクウェア・エニックス          | ダウンロード                               | NPJB-00159                    | -        | アーケード版の移植                                                                    |
| 23  | エレベーターアクション                                            | 2012年2月29日                  | Android 2.2以降                              | タイトー                                  | タイトー                        | ダウンロード                               | -                             | -        | -                                                                                     |
| 24  | エレベーターアクション                                            | 2014年2月19日                  | Wii U （バーチャルコンソール）               | タイトー                                  | スクウェア・エニックス          | ダウンロード                               | FB9J                          | -        | ファミリーコンピュータ版の移植                                                        |
| 25  | エレベーターアクション                                            | 2014年3月12日                  | ニンテンドー3DS （バーチャルコンソール）     | タイトー                                  | スクウェア・エニックス          | ダウンロード                               | TDSJ                          | -        | ファミリーコンピュータ版の移植                                                        |
| 26  | エレベーターアクション                                            | 2014年10月23日                 | アーケード （NESiCAxLive）                   | タイトー                                  | タイトー                        | ダウンロード                               | -                             | -        | -                                                                                     |
| 27  | エレベーターアクション                                            | 2017年10月26日                 | PlayStation 4 （アーケードアーカイブス）     | -                                         | ハムスター                      | ダウンロード                               | -                             | -        | アーケード版の移植                                                                    |
| 28  | エレベーターアクション                                            | 2019年3月14日                  | Nintendo Switch （アーケードアーカイブス）   | -                                         | ハムスター                      | ダウンロード                               | -                             | -        | アーケード版の移植                                                                    |
| 29  | タイトーマイルストーン                                            | 2022年2月24日                  | Nintendo Switch                              | ハムスター                                | タイトー                        | Nintendo Switch用ゲームカード ダウンロード | -                             | -        | アーケード版の移植                                                                    |
| 30  | エレベーターアクション                                            | 2022年3月2日                   | イーグレットツー ミニ                        | 瑞起 （本体の開発元）                     | タイトー                        | プリインストール                           | -                             | -        | アーケード版の移植                                                                    |
| 31  | エレベーターアクションリターンズ Sトリビュート                    | 2022年12月1日                  | PlayStation 4 Nintendo Switch Xbox One Steam | シティコネクション                        | シティコネクション              | ダウンロード                               | -                             | -        | サターン版ベースの移植                                                                |

ファミリーコンピュータ版
- ファミリーコンピュータ版では、アーケード版と比べて敵の攻撃が激しくなるまでの時間が極端に短くなっており（3分程度）、すべての書類を回収しながら下に降りて行くと、無駄な動作を一切しなくても、地上10階あたりで必ずその時間に達してしまう。このため、アーケード版とは異なる攻略法が要求される。また、その際におけるBGMの変化もなく、ミスした場合は元の状態に戻る点がアーケード版と異なっている。
- 主人公（スパイ）はスーツ姿になっており、敵（警備員）は黒いスーツと帽子姿となっている。

SG-1000マイカード版
- 主人公は茶色一色となっており、敵の姿は青い服に無帽子でハゲ頭姿となっている。また、スタート時にロープを伝って着地するシーンがカットされている。

ゲームボーイ版
- 残機制にさらにライフ制を追加、フロア1階分なら落下しても死なない（ジャンプで飛び込んでも死なないが、1ドットでも1フロア分より下に落ちると死ぬ）、敵キャラクターに番犬やロボットを追加、クエスチョンマークのドアに入ることで通常の銃以外の武器が手に入る、さらに最終面では最上階まで登りヒロインを救出しにいく独自の面が追加、など様々な変更点・追加要素があるためアレンジに近い移植となっている[1]。また日本版は一周四面ループだが海外版は六面ループに変更されている。難易度はアーケード版より抑えられている[1]。
- タイトーバラエティパックにも収録されているが、そちらは何故か海外版となっている。

セガサターン版（エレベーターアクション リターンズ）
- 1997年2月14日、『エレベーターアクション リターンズ』とのカップリングでビングから発売。

ゲームボーイカラー版（エレベーターアクションEX）
- 2000年9月29日 アルトロンから発売。

ゲームボーイアドバンス版（エレベーターアクション OLD&NEW）
- 2002年12月20日 メディアカイトから発売。

携帯アプリ版
- エレベーターアクション
- エレベーターアクション EX
前作との違いは、電球を落としても敵の目をくらますことができないこと。そのかわり、エレベーターによる圧縮以外の得点が高くなる（銃で倒す=100点→200点、キックで倒す=150点→200点。ちなみに、電球を敵の頭上に落として敵を倒すと300点を得られる）。

PlayStation 2版
- 2005年8月25日発売の『タイトーメモリーズ 下巻』に収録。『エレベーターアクション』は最初は遊べない追加タイトルで、一定条件を満たすか隠しコマンドを入力することでプレイ可能（2006年9月7日に発売された廉価版は最初からプレイできる）。

PlayStation Portable版
- 2006年1月5日発売の『タイトーメモリーズ ポケット』に収録。

PlayStation 3版
- 2011年8月31日発売の『エレベーターアクション デラックス』（後述）に収録。

NESiCA×Live版
- 2014年10月23日配信開始。

PlayStation 4版
- 2017年10月26日、アーケードアーカイブスの1作品として配信開始。

Nintendo Switch版
- 2019年3月14日、アーケードアーカイブスの1作品として配信開始。
- 2022年2月24日に発売された『タイトーマイルストーン』にも収録されている。

PS4、Switch、Xbox One、Steam版
- 2022年12月1日配信の『エレベーターアクションリターンズ Sトリビュート』（後述）に収録。

## 評価
アーケード版
1998年にそれまで発売されていたアーケードゲーム全てを対象に行われた『ゲーメスト』読者の人気投票によるゲーメストムック『ザ・ベストゲーム2』では、「スクロールは上下のみで、敵は1種類といたってシンプルなゲーム」、「6面～7面あたりから急に難しくなってくる。この理不尽がプレーヤーを惹きつける原因となったのかもしれない」と紹介されている。
ゲームボーイ版
ゲーム誌『ファミコン通信』の「クロスレビュー」では合計26点（満40点）、『ファミリーコンピュータMagazine』の読者投票による「ゲーム通信簿」での評価は以下の通り18.8点（満30点）となっている。
| 項目 | キャラクタ | 音楽 | お買得度 | 操作性 | 熱中度 | オリジナリティ | 総合 |
| 得点 | 3.1        | 3.0  | 3.2      | 3.3    | 3.2    | 2.9            | 18.8 |

## 続編

### エレベーターアクションリターンズ
『エレベーターアクション リターンズ』（Elevator Action Returns）は、1995年にタイトーから稼働されたアーケードゲームである。
北米では『Elevator Action II』のタイトルで稼働された。

#### 概要
エレベーターを用いたステージギミックは共通しているものの、スパイによる隠密行動を描いた前作とは打って変わり、今作では軍の特殊部隊とテロリストグループによる激しい戦いが描かれている。また、前作からかなり長い年月が経っていることもあり、従来の縦スクロール面に加え、新たに横スクロール面も登場するほか、ダッシュ移動が可能になる、二人同時プレイが可能になるなどのシステムが大幅に追加されている。

#### ゲーム内容
システム
8方向レバー+2ボタン（攻撃、ジャンプ）を操作し、ゴールを目指す。プレイヤーには体力ゲージが存在し、攻撃を受けることで減少、ライフがなくなると1ミスとなる。ステージの要所要所に前作同様チェックポイントとなる赤いドアが各ステージ2～5ヶ所あり、ドアの中に入らなければ先に進めないようになった。赤いドアの位置は前作では配置がランダムだったが今作では各ステージごとに固定の位置となっている。全6ステージ。
ステージ各所にゴミの山や粉袋、木箱が積んでありそれらを崩すとアイテムが出現することがある。また青いドアの部屋に入るとルーレット式でアイテムを得ることができる。アイテムは食料などの体力回復アイテム、サブウェポン、特殊武器(後述)、点数アイテムがある。
格闘攻撃について
近接距離では特殊武器の弾薬を消費しない格闘攻撃が可能。カートはAAB、イーディとジャドはABで連続技になる。格闘攻撃で敵を倒すと得点が2倍になる。なお、レバー下入力時は、近接でも銃撃となる。ジャンプは垂直、斜め前方ジャンプそれぞれ攻撃判定がある。
サブウエポンについて
サブウエポンとしてボムを投げられる。レバー入力なし＋ボタン同時押しで遠くに、下入力＋ボタン同時押しで近いところに投げる。爆発の挙動や攻撃範囲はキャラクターごとに異なる。一定範囲の敵をまとめて倒すこと(カートのみ敵弾消去付き)ができ、銃撃より高得点を獲得できる。サブウェポンのストックは次のステージへ持ち越すことができる。
強化武器について
前作同様、弾数無制限のハンドガンが基本的な攻撃手段となる。今作では、上入力で斜め上にも攻撃が出来る。
また、ゴミの山や木箱を崩して得られるアイテムのうち、「L」「M」の印のついたものを拾うと特殊武器が使えるようになる。「L」はランチャー。敵を貫通し炎上させる。しかも､敵弾を掻き消す事も可能で敵を倒した際の得点が2倍になる。残弾数は20発。「M」はマシンガン。ボタンを押し続けると連射になる。残弾数は100発。0になる前に再度同じ物を拾うと加算される。例えば､マシンガンが残り40発の時に同じ物を拾うと40+100=140発となる。既にどちらか一方を持っている時他方を拾うと､先に持っていた方は消える。例えば､マシンガンを既に持っている時ランチャーを拾うと､マシンガンは消える。またこれらの強化武器は取得したステージ内のみ有効で残弾を次のステージに持ち越すことはできないがサターントリビュート版では設定で持ち越せるようにできる。
ミスの条件
- ダメージを受けてライフがすべてなくなる
- タイムオーバー（通常は制限時間が表示されないが、残り時間が少なくなると表示される）
- 上の階から落ちる（ただしプレイヤー死亡直後の無敵時間中は、何段落ちてもミスにならない）
- エレベーターに潰される（敵もエレベーターに潰されたら一撃でKO）
- 最終ステージ後半で制限時間（180秒）超過（テロリストの核ミサイルが発射されてしまい、問答無用でゲームオーバーとなる。しかもこの場合のみコンティニューできない）

#### ステージ構成
各ステージ構成は以下の通り。
|               | 舞台       | タイトル         |
| ------------- | ---------- | ---------------- |
| MISSION 1     | 廃ビル     | RED AFTER IMAGE  |
| MISSION 2     | 空港       | CROSS THE BREEZE |
| MISSION 3     | 高層ビル   | COLORS OF NIGHT  |
| MISSION 4     | 都市地下街 | UNDER THE CRACK  |
| MISSION 5     | 海上油田   | CRIMSON LINE     |
| FINAL MISSION | 敵本拠     | VERMILION SUN    |

#### プレイヤーキャラクター
プレイヤーキャラクターは以下の3名から選択可能。
- カート・ブラッド・フィールド（曹長）：年齢23歳。痩躯に金髪ロングの優男で、スピードタイプ。メインウエポンはグロック18。サブウェポンは爆発と同時にただ一つ敵弾消去とダメージを与えるクレイモア。マシンガン（厳密にはアサルトライフル）がAK47、ランチャーはMM-1。体力は普通で、移動速度は最も速く、障害物を飛び越えやすい。特技が格闘なためか、メインウェポンの連射性能は三人中一番低い。
- イーディー・バレット（伍長）：年齢21歳。茶色ストレートのロングヘアの女性隊員。連射タイプ。メインウエポンはベレッタM92F。サブウェポンは投げた後一定時間炎上し続ける焼夷弾(プレイヤーが炎に触れてもダメージは受けない。敵はラスボスと赤い耐火服を着た飛行兵以外一撃で倒せる)。マシンガンがMP5K、ランチャーはアーウェン37。体力は最も低く、移動速度は普通。メインウェポンの連射性能は三人中一番高い。
- ジャド・ザ・タフ（特殊部隊長、階級不明）：年齢32歳。巨躯な男性で、パワータイプ。メインウエポンはデザートイーグル。サブウェポンは敵が近づくと爆発し、破片を撒き散らしてダメージを与える手榴弾。マシンガンがM60、ランチャーは80ミリ無反動砲。体力は最も高く、移動速度は最も遅い。ジャドのみダッシュに攻撃判定がある。

#### その他
- サブウエポンにより生じる爆炎のみならず、ドラム缶を撃っても爆発が起き、一定時間火が付く。この時火に触れた敵は、種類を問わず一撃で倒れ、高得点が得られる。また、敵が仕掛けた反応弾についても、プレイヤーがわざと近付いてタイマーを動かし、すぐ逃げた直後に敵を巻き込むという戦術が使える。
- ステージ後半には、電気が発生するバリアが登場する。触れると感電してダメージを受けるのだが、敵も感電する事がある。この時は誰でも一撃で倒され、高得点が入る。

#### 移植版
| No. | タイトル                                       | 発売日                                              | 対応機種                                     | 開発元                                                | 発売元                                | メディア         | 型式     | 備考                                       |
| --- | ---------------------------------------------- | --------------------------------------------------- | -------------------------------------------- | ----------------------------------------------------- | ------------------------------------- | ---------------- | -------- | ------------------------------------------ |
| 1   | エレベーターアクション リターンズ              | 1997年2月14日                                       | セガサターン                                 | ビング                                                | ビング                                | CD-ROM           | T-19903G | 『エレベーターアクション』とのカップリング |
| 2   | タイトーメモリーズ 上巻                        | 2005年7月28日                                       | PlayStation 2                                | タイトー                                              | タイトー                              | DVD-ROM          | -        | アーケード版の移植                         |
| 3   | Taito Legends 2                                | 2006年3月31日 2007年5月16日 2007年7月10日 (Windows) | PlayStation 2 Xbox(EUのみ) Windows           | Empire Interactive(Xbox,PC) Mine Loader Software(PS2) | Empire Interactive(PAL) Destineer(NA) | DVD-ROM          | -        | アーケード版の移植                         |
| 4   | タイトーメモリーズ 上巻 TAITO BEST             | 2006年7月6日                                        | PlayStation 2                                | タイトー                                              | タイトー                              | DVD-ROM          | -        | 廉価版                                     |
| 5   | タイトーメモリーズ 上巻 エターナルヒッツ       | 2007年6月28日                                       | PlayStation 2                                | タイトー                                              | タイトー                              | DVD-ROM          | -        | 廉価版                                     |
| 6   | エレベーターアクションリターンズ               | 2022年3月2日                                        | イーグレットツー ミニ                        | 瑞起 （本体の開発元）                                 | タイトー                              | プリインストール | -        | アーケード版の移植                         |
| 7   | エレベーターアクションリターンズ Sトリビュート | 2022年12月1日                                       | PlayStation 4 Nintendo Switch Xbox One Steam | シティコネクション                                    | シティコネクション                    | ダウンロード     | -        | サターン版ベースの移植                     |

セガサターン版
- 1997年2月14日、『エレベーターアクション』とのカップリングでビングから発売。ほぼ完全な移植として差し支えない。

Nintendo Switch、PlayStation 4、Xbox One、Steam版（エレベーターアクションリターンズ Sトリビュート。内容は全て同じ)
- セガサターン版ベースの移植。シティコネクションがプロデュースする、セガサターン時代の作品を復刻[注釈 1]するプロジェクト「Sトリビュート」シリーズの1作品として配信。
「Sトリビュート」独自の機能として「巻き戻し」「スローモード」「クイックセーブ」「ステージセレクト」「コンティニュー回数の変更」「難易度の変更」「武器アイテムの持ち越しの有無」といったゲームを遊びやすく（あるいは更に歯ごたえのある難易度で遊ぶ）機能が加わっている。同時収録された『エレベーターアクション』は最初からプレイする事が可能。

#### スタッフ
- ゲーム・デザイン：津田洋介、寺田幸司
- プログラミング：TKHC.03、津森康男、もりよしひろ
- プログラミング・サポート：八木正樹、倉林晶
- キャラクター・デザイン：菊池正美、藤田允、吉羽孝雄、川石徹、松村謙太郎、梶原優子、神谷美和、TRD、津田洋介、石川幸生、V.A.P
- 音楽：渡部恭久
- 効果音：石川勝久、中西宗博、鎌田良和
- デザイン：たけなみとしゆき
- スペシャル・サンクス：清水久雄、藤末一郎、藤原英裕、加藤久和、阿部直光、常岡昌俊、後田達也、豊田巧、長山裕、Eichan
- エグゼクティブ・プロデューサー：中村紘一

#### 評価
アーケード版
ゲーム誌『ゲーメスト』の企画「第9回ゲーメスト大賞」（1995年度）で、読者投票によりベストアクション賞で6位を受賞している。
セガサターン版
ゲーム誌『SATURN FAN』の読者投票による「ゲーム通信簿」での評価は以下の通りとなっており、19.6点（満30点）となっている。
| 項目 | キャラクタ | 音楽 | お買得度 | 操作性 | 熱中度 | オリジナリティ | 総合 |
| 得点 | 3.2        | 3.0  | 3.2      | 3.5    | 3.6    | 3.0            | 19.6 |

### エレベーターアクション デスパレード
『エレベーターアクション デスパレード』（Elevator Action Deathparade）は2009年にタイトーによって製作されたアーケードガンシューティングゲームである。
当時珍しかった縦長の画面によるガンシューティングゲームで、画面の前に設けられた「アトラクションドア」が実際に開閉することで、エレベーターを利用した攻防戦を体感できるようになっている。
主人公の装弾数は12発。残弾がゼロの時か、画面外を撃つとリロードする。ガンコントローラー及びゲーム中主人公らが使用する拳銃はデザートイーグルを模している。ガンコントローラーの他に、筺体に3つのボタンが設置されており、エレベーターに乗った際などのアクションに使用される。また、ガンコントローラーの撃鉄部分にもボタンが設置されており、これを押すことでフラッシュグレネードが使用可能。一時的に時間の流れが遅くなる効果がある。画面外の外で押すと3点バースト弾をリロード可能。
また、ゲーム中にアタッシュケースが落ちており、これを撃つことで中身を回収することが可能。中身は、機密書類、体力回復アイテム、フラッシュグレネードの3種類。

#### ストーリー
舞台設定はアメリカ。「P01細胞（読み方はぴーわんさいぼう）」と呼ばれる生物研究のデータが外部へ流出。事態収拾とデータ奪回のため、政府は陸軍犯罪捜査司令部「CID」のメンバーを敵組織へ潜入させた。しかしこれまで行われた作戦はすべて失敗。潜入した隊員のグレッグ、チェスター、カーツら3名との連絡も途絶えてしまう。そして、最後の希望であるザック・A・レインウォーターとイリーナ・イザベラの2名が投入される。

#### 登場人物
ザック・A・レインウォーター
声：杉田智和
1P側主人公。CIDに所属する男性隊員。アメリカ出身の27歳。熱さと冷静さを兼ね備えた、正義感の強い性格。しかし公式ホームページによれば根性論も好きなようで、的確な意見を求められても「そこは気合」などと答えるという。
イリーナ・イザベラ
声：田中理恵
2P側主人公。CIDに所属する女性隊員。ロシア出身の25歳。言動のおかげで、冷徹・薄情などと思われているが、実際は激情することもある気の短い性格。怪物化した仲間を前に、ザックに叱咤されるまで引き金を引けないなど、女性らしい一面も持ち合わせる。
ジェームス
声：小山力也
ザックとイリーナに無線で指示を出す黒人男性。ストーリー終盤で、大統領であることが明かされる。
シルヴァン・デュラス
声：若本規夫
元某国陸軍人。敵組織の幹部で、本ゲームのカギを握るメインの悪役。巨大なブレードの付いたH&K MP7を2丁拳銃で使用しており、遠距離でも近距離でも非常に手ごわい。ザックらとの戦闘では決着がつかなかったが…
フリント・グレッグ
今回の一件で最初に潜入したCIDの男性隊員。P01細胞の実験体とされてしまい、3メートルはあろうかという異形の怪物となって現れる。当初ザックらは、この怪物がグレッグだと知らずに交戦。知ったのは倒した後だった。
エルハイア・チェスター
グレッグの次に潜入したCIDの男性隊員。先に潜入した3人の中で唯一人間の状態で登場するが、ザックらの目の前でP01細胞を打たれ、怪物と化す。その際敵兵士を一人巻き込んだため腕が4本ある怪物となり、その腕とスピードを駆使して攻撃する。
メレディス・E・カーツ
3人目に潜入した、CIDの男性隊員。他の2人同様P01細胞の実験体にさせられ怪物化。背中に装備された翼とアフターバーナーで自由に飛び回り、対戦車ライフルと追尾式ミサイルを武器にザックらを攻撃してくる。
バルデス
今回の事件を裏で操る黒幕。冷徹な性格らしく、用済みになったデュラスの殺害を部下に命じている。敵のセリフで名前が登場するほか、エンディングにも登場するが、素顔は明かされない。

### エレベーターアクション デラックス
『エレベーターアクション デラックス』（Elevator Action Deluxe）は2011年8月にスクウェア・エニックスによって発売されたアクションゲームである。対応機種はPlayStation 3で、PlayStation Storeによるダウンロード配信限定タイトルとなる。販売メーカーがスクウェア・エニックスとなっているのは、2010年にタイトー（タイトーソフト）がスクウェア・エニックス・ホールディングスの傘下に入った為である。

#### 概要
「アーケードゲーム黄金時代の名作が28年ぶりに復活」と銘打ち、グラフィックこそ3Dポリゴンであるものの基本的なゲームシステムはオリジナル版をベースにした2Dタイプのアクションゲームとなっている。本作の新要素としてストーリーの追加、HD画質によるグラフィックや演出面の向上や身を潜めながら誰にも見つからない、倒さないとボーナス、高評価を得るステルスゲームの要素が入り新たな武器および敵の登場、やりこみ要素の充実などが行われている。また、特典としてアーケード版・初代エレベーターアクションも収録されている。
プロデューサーは『―リターンズ』の製作にも携わった津田洋介が担当。ゲームの開発は『みんなでスペランカー』の製作スタッフが行っている。
本作は、最大4人までのオフラインマルチプレイが可能。当初はネットワークを利用したオンラインプレイにも対応させる予定だったとされているが、マップデザインや操作性の向上を優先した結果、実装には至っていない。
2011年10月にタイトー制作のレトロアーケードゲームの主人公キャラクターが無料追加配信され、2011年10月26日より『奇々怪界』の小夜ちゃんが第1弾として配信されたのを始めとして、『タイムギャル』のレイカ、初代『エレベーターアクション』のスパイ（ドット絵）、『アルカノイド』のバウスが、それぞれ配信された。

### エレベーターアクション インベージョン
『エレベーターアクション インベージョン』（Elevator Action Invasion）は2021年にUNISより稼働されたアーケードガンシューティングゲームである。海外向けで、国内では稼働されていない。
デスパレード同様、縦画面とアトラクションドアが採用されている。

## その他
- 2003年にMARS16からオフィシャルTシャツが発売。
- スーパーカセットビジョンで、良く似たゲームシステムの『エレベーターファイト』が発売されていた。キャラクターが未来風のロボットや宇宙人になっている。
- タイトーの音楽ガンシューティングゲーム『ミュージックガンガン!』（2009年 - ）シリーズ（『曲がいっぱい☆超増加版!』以降）でプレイ可能な楽曲として、「エレベーターアクションのテーマ MGG ver.」が収録されている。